# Ak-Say-dalen
Ak-Say-dalen är en dal i Kirgizistan.   Den ligger i provinsen Naryn, i den centrala delen av landet, 260 km sydost om huvudstaden Bisjkek.
På somrarna betar stora hjordar av jak här och jägare från At-Basjy för att jaga murmeldjur.